# José Hoebee
José Hoebee (née Josina van de Wijdeven le 29 mars 1954 à Best (une commune de la province du Brabant-Septentrional aux Pays-Bas) est une chanteuse de pop néerlandaise. Elle connaît le succès en tant que membre du groupe féminin de pop Luv' à la fin des années 1970 mais également en solo pendant les années 1980. Elle forme un duo éphémère (Bonnie & José) avec l'artiste Bonnie St. Claire afin d'enregistrer des reprises néerlandaises de chansons d'ABBA.
Luv' a connu des changements de formations et José a participé à plusieurs comebacks du girls band. Le 7 février 2020, le management de Luv' informe les médias que le groupe cesse toutes ses activités en raison de la mauvaise santé de José.

## Les débuts de José
À l'âge de quinze ans, José forme le groupe de folk et country Young Tradition avec ses deux sœurs. Cette formation participe à des radio-crochets. En 1976, le trio est rebaptisé Elongi et sort son premier disque, produit par Piet Souer. Un an plus tard, Souer propose à José de rejoindre Luv', un girl group de pop/disco.

## Les années Luv'
José Hoebee intègre Luv' avec Marga Scheide et Patty Brard.
De 1977 à 1981, à une époque où les Spice Girls n'existent pas encore, Luv' obtient un succès commercial en Europe Continentale (Benelux, Allemagne, Suisse, Autriche, France, Espagne, Danemark, Finlande) ainsi qu'en Afrique du Sud, au Zimbabwe, en Australie, en Nouvelle-Zélande, au Canada et au Mexique à la fin des années 1970 et au début des années 1980. Le groupe connait de nombreux changements de formations et de séparations. José participe aux comebacks du groupe en 1993, 2006 et 2016. Le 7 février 2020, Luv' (qui ne s'était plus produit sur scène depuis septembre 2019 en raison du mauvais état de santé de José) informe les médias et le public de l'interruption de ses activités.

## En solo et en duo
À partir de la fin de l'année 1981, la chanteuse mène une carrière solo essentiellement centrée sur le Benelux . Elle fait le choix d'un répertoire composé en grande partie de reprises de standards anglo-saxons.

Le label français Carrere sort son premier album (The Good Times) en 1982. José est conseillée dans ses choix artistiques par le producteur Will Hoebée (qu'elle épouse l'année de la première séparation de Luv') à Los Angeles dans la villa de David Soul.
Douze singles (parmi eux un numéro Un des ventes de disques) se classent dans les charts (douze aux Pays-Bas et cinq en Flandre):
- I'm So Sorry[3] (No 39 au Nationale Hitparade, l'actuel Single Top 100)
- I Will Follow Him[4] (No 1 au Top 40 hollandais, No 2 au Single Top 100 et No 1 au BRT Top 30 flamand en 1982)
- Secret Love[5] (No 11 au Top 40 hollandais, No 14 au Single Top 100 et No 3 au BRT Top 30 flamand en 1982)
- The Good Times (No 37 au Single Top 100 et No 28 au BRT Top 30 flamand en 1982)
- I Can Hear Music[6](No 48 au Single Top 100 et No 13 au BRT Top 30 flamand en 1983)
- So Long Marianne[7] (en duo avec Ron Brandsteder, No 11 au Top 40 hollandais, No 6 au Single Top 100 et No 20 au BRT Top 30 flamand en 1984)
- Cassandra[8](Bonnie & José, No 24 au Top 40 néerlandais et No 6 au Single Top 100 en 1984)
- Zoals Vrienden Doen[9] (Bonnie & José, No 36 au Top 40 hollandais et No 18 au Single Top 100 en 1985)
- Waarom[10] (Bonnie & José, No 35 au Single Top 100 en 1985)
- I Will Follow Him 2005[11] (No 90 au Single Top 100 en 2006)
- Be My Baby[12] (en duo avec Anny Schilder, No 92 au Single Top 100 en 2009)

Après la naissance de son fils Tim (le 18 octobre 1985), l'artiste réduit son rythme de travail. Elle se retire du monde du spectacle en 1989 pour se consacrer à sa vie de famille. Quatre ans plus tard, elle fait un bref comeback avec Luv' puis retourne à une existence plus calme à l'abri du show business à Best. Pendant un an et demi, elle est propriétaire d'une vidéothèque (le Movie Store) qu'elle revend en juin 2003.

À la fin de 2003, à la suite de démêlés avec Patty Brard qui depuis 1996 l'égratigne dans les médias hollandais, José se met à la rédaction d'une chronique diffusée sur le site internet muziekmaken.nl où elle répond aux attaques de sa collègue. Elle y raconte également de nombreuses anecdotes de sa carrière et de sa vie de mère et d'épouse puis n'hésite pas à exprimer son point de vue sur le star system.

Grâce à l’agence de management CK Producties (montée par Corry Konings, une chanteuse de variétés populaire en Hollande), elle reprend le micro et remonte sur scène. C’est le début d’une nouvelle aventure pour José qui retrouve ainsi les moments d’excitation du début de sa carrière.

Début 2004: elle enregistre un titre téléchargeable sur le web (Walk Away René), sous le pseudonyme Stuff.

Quelques mois plus tard, elle quitte CK Producties pour WVS Management. Puis elle déménage et part s'installer à Lommel en Flandre (Belgique). Marjan Berger, artiste flamande, l´invite à chanter deux titres sur un CD de chansons de Doris Day (Marjan Berger meets Doris Day).

En 2005 sort la compilation Alle Hits & Unieke Bonustracks sur le label indépendant WVS Music. On retrouve sur cette anthologie les succès de la chanteuse ainsi que des bonus et des titres inédits. 
En 2009, elle interprète avec Anny Schilder la chanson "Be my baby" (créée en 1963 par les Ronettes).
En mars 2011, elle réenregistre "I Will Follow Him" avec Peggy March, l'interprète qui avait créée ce succès en anglais en 1963. Les deux chanteuses font la promotion de leur duo dans plusieurs programmes de la télévision néerlandaise. Cette collaboration figure sur l'édition allemande de l'album de Peggy March "Always And Forever" sorti en 2012 avec en bonus un autre duo "My Christmas Wish".
Le 10 juin 2012, l'époux de José, Will Hoebee, décède des suites d'un cancer.
En janvier 2013, elle est candidate à l'émission de télévision Sterren Dansen Op Het Ijs (concours de patinage artistique avec d'autres célébrités néerlandaises sur la chaîne SBS6 inspiré de Dancing On Ice). Elle est rapidement éliminée du concours.
En juin 2014, José sort le single disponible uniquement sur internet "Noheyo", une reprise chantée en néerlandais d'une chanson de 2011 du groupe polonais Blue Café. Ce titre devient rapidement no 1 sur la plateforme de téléchargement légal de SBS6 dans la catégorie "néerlandophone".
En septembre 2014 ressort la chanson "Who's Sorry Now?" (enregistrée 10 ans plus tôt, une reprise d'un succès de Connie Francis).

## Bonnie & José:ABBAen néerlandais
En 1984, elle forme avec l'artiste Bonnie St. Claire, un duo éphémère connu sous le nom de "Bonnie & José". Les deux chanteuses enregistrent une reprise du titre 
Cassandra d'ABBA en néerlandais qui s'inscrit dans le Top 40 hollandais à l'été 1984.
Quelques mois plus tard, Bonnie & José participent à la version télévisée hollandaise de la comédie musicale Abbacadabra en interprétant des chansons d'ABBA pour enfants. Bonnie y joue le rôle de La Belle au bois dormant et José celui de Blanche-Neige.
D'autres célébrités font également partie de ce spectacle: Marga Scheide de Luv' (dans le rôle de la Fée Carabosse, l'animateur de télévision Ron Brandsteder (le premier époux de Patty Brard et Benny Neyman. 

En 1985, Bonnie & José enregistrent un album (titré Herinnering) avec des standards d'ABBA.
Cet opus comporte un autre succès du Top 40: Zoals Vrienden Doen (The Way Old Friends Do).

En 1986, une émission spéciale diffusée sur la chaîne de télévision NCRV et enregistrée en Suède est consacrée au duo: Bonnie en José in Zweden. Les deux chanteuses sont filmées à Stockholm (et notamment aux studios Polar, les studios d’enregistrement d'ABBA) alors qu'elles chantent des chansons du plus célèbre quatuor pop suédois. Björn Ulvaeus est interviewé pour ce programme et félicité l'initiative du binôme.

Après la diffusion de ce show, Bonnie & José se produisent à la télévision et sur scène de temps à autre, sans que soient commercialisés de nouveaux disques. En 1987, elles mettent un terme à leur collaboration artistique. Huit ans plus tard, elles effectuent un comeback en enregistrant le simple 'n Engel Als Jij (une reprise du titre allemand Engel Wie Du créé par le trio Juliane Werding, Maggie Reilly & Viktor Lazlo). 

Bonnie choisit, fin 2004, José comme témoin à son mariage diffusé en direct sur la chaîne de télévision SBS 6. À l'été 2013, Bonnie & José relancent leur duo mais se séparent à nouveau début 2014.

Le 20 novembre 2020, le label indépendant CD-Licious réédite l'album Herinnering en CD et DVD grâce à une campagne de financement participatif. L'édition 2020 du CD comprend des titres bonus. Le DVD contient l'émission spéciale "Bonnie en José in Zweden" ainsi que des vidéos bonus.

## Discographie
- Singles:
  - Elongi (Philips, 1976)
  - I´m So Sorry (Carrere, 1981)
  - I Will Follow Him (Carrere, 1982)
  - Secret Love (Carrere, 1982)
  - The Good Times (Carrere, 1982)
  - I Can Hear Music (Carrere, 1983)
  - Hey Now, Watcha Gonna Do (Carrere, 1983)
  - So Long Marianne (avec Ron Brandsteder, CNR, 1984)
  - Time Goes By (Carrere, 1984)
  - Cassandra (avec Bonnie St. Claire, Philips, 1984)
  - Wij Zijn Vrij (de la version néerlandaise de la comédie musicale Abbacadabra, Indisc, 1984)
  - I Love You (CNR, 1984)
  - Zoals Vrienden Doen (avec Bonnie St. Claire, RCA, 1985)
  - Waarom (avec Bonnie St. Claire, RCA, 1985)
  - De Flierefluiter (avec Bonnie St. Claire, RCA, 1986)
  - Herrinering (avec Bonnie St. Claire, RCA, 1986)
  - All Around My Hat (RCA, 1986)
  - In The Sign Of Love (Corduroy, 1987)
  - N Engel Als Jij (avec Bonnie St. Claire, Bunny Music Bucs/Dino, 1994)
  - Just Walk Away René (STUFF a.k.a José, téléchargeable sur internet, 2003)
  - I Will Follow 2005 (WVS Music, 2006)
  - Be My Baby (Marista, 2009)
  - My Christmas Wish (avec Peggy March, Night Dance Records, disponible sur internet, 2012)
  - Noheyo (MAP Records, disponible sur internet, 2014)
  - Who's Sorry Now? (Hit It! Music, disponible sur internet, 2014)
- Albums :
  - The Good Times (Carrere, 1982)
  - Abbacadabra[18] Abbacadabra (comédie musicale)| (version néerlandaise), Indisc, 1984)
  - Herinnering (avec Bonnie St. Claire, RCA, 1985)
  - Nederland Muziekland - 14 'Nooitgedachte' Hoogtepunten[19] (CNR, 1986)
  - Wie Gaat Er Me Naar Dinoland[20](Dino, 1993)
  - Marjan Berger Meets Doris Day[21](2003)
  - Alle Hits & Unieke Bonustracks (compilation, WVS Music, 2005)
  - Always and Forever de Peggy March (édition allemande de 2012, Night Dance Records/DA-Music / inclus deux duos: une nouvelle version de "I Will Follow Him" et un inédit "My Christmas Wish").

## José Hoebee, choriste
Il arrive que José soit choriste pour d'autres artistes. En 1981, elle enregistre dans les studios d'Abba (Polar Studios) les chœurs du titre The Marvellous Marionettes (un single du girl group Doris D & The Pins classé huitième du Top 40 néerlandais). En 1982, elle fait les chœurs sur l'album The Best Days Of My Life de David Soul.

## Animation à la télévision
À la fin de l'année 2004, José présente brièvement un programme télévisé musical (Tijd Voor Muziek) sur une chaîne régionale du sud des Pays-Bas VSM TV. Cette émission est un télé-crochet (dont le principe fait penser à la Nouvelle Star et pendant lequel le public vote pour ses candidats favoris, par téléphone ou par SMS (numéros payants).